# Cornel Codiță
Cornel Codiță este sociolog, analist militar și comentator politic român, cadru didactic universitar și ofițer în rezervă al Armatei Române, având gradul de General de brigadă.
Absolvent al Facultatii de Sociologie, Universitatea București, in 1974, a obținut in 1989 doctoratul în filosofie din partea aceleiași Universități.
Își începe cariera la Centrul de Teorie și Istorie Militară al Ministerului Apărării, unde intră în rândurile activului Armatei, în 1978, cu gradul de locotenent major, pentru a servi aici până la sfârșitul anului 1989. În această perioadă publică, în calitate de coautor și autor, o serie de studii și articole în domeniul de specialitate, al sociologiei militare, precum și lucrarea de doctorat cu titlul "Cursa înarmărilor. Determinări și implicații social politice" (Ed. Militară, 1989). Înaintează până la gradul de maior.
Unul dintre co-autorii diverselor documente programatice ale CFSN si ulterior CPUN, Cornel Codiță a activat in echipa din preajma Presedintelui Iliescu începând cu februarie 1990, pentru a participa, în anul 1992, la înființarea Grupului "Un viitor pentru România" (GUVR). A ocupat funcția de Consilier de Stat pentru Politica externă și de securitate al Președintelui României, în perioada primului mandat constituțional al lui Ion Iliescu (1992-1996).
După câștigarea alegerilor generale și prezidențiale de către Convenția Democrată, care formează guvernul alături de USD (PD+PSDR) și UDMR în anul 1996 și îl trimite pe Emil Constantinescu la Cotroceni, Cornel Codiță devine Consilier Principal al Ministrului Apărării Naționale, Victor Babiuc, poziție de pe care își întrerupe cariera în administrația publică centrală, în 1999.
Unul dintre artizanii candidaturii lui Theodor Stolojan la Președinție in 2000, alaturi de alți membri ai Inițiativei Social-Liberale (ISL), Cornel Codiță participă la alegerile din acel an pe lista PNL pentru Camera Deputaților, în judetul Galați. PNL nu obține un scor suficient pentru a-l trimite in Parlament dar reușește să se salveze de la un eșec asemeni celui înregistrat de foștii parteneri din CDR, mulțumită implicării lui Theodor Stolojan alături de această formațiune. În anul 2001, face parte din grupul liberal de acțiune pentru susținerea eforturilor de integrare a României în NATO, grup înființat de președintele PNL, Valeriu Stoica.
În anul 2004 a candidat din partea Partidului Ecologist Român la funcția de Primar General al municipiului București.Ramâne în memoria publicului  pentru gestul de a se retrage in direct dintr-o emisiune TV electorala, in semn de protest fata de modul in care media a ales sa discrimineze între candidații la acel scrutin. Ulterior, devine consilier politic și militar al președintelui PNL, Theodor Stolojan.
Aflat între fondatorii Școlii Naționale de Studii Politice și Administrative (SNSPA), unde a fost Lector, apoi Conferențiar Universitar până în Septembrie 2007, Cornel Codiță conduce Departamentul de Relații Internaționale și Integrare Europeană din SNSPA, preluând poziția de Decan de la Prof. Ioan Mircea Pașcu. Contribuie decisiv, alături de Prof. Vasile Secăreș, primul Rector al SNSPA, la înființarea și dezvoltarea Centrului de Studii NATO și a Institutului pentru Studii Internaționale și de Securitate (ISIS).
Între 2007 și 2009, își continuă cariera academică la Universitatea "Spiru Haret".
Publică, începând cu mijlocul anilor 1990, editoriale în presa românească, contribuțiile fiindu-i găzduite de-a lungul vremii de cotidienele "BURSA" și "Cronica Română". Actualmente, editorialele sale apar exclusiv in ziarul "BURSA". Opiniile i-au fost publicate de-a lungul timpului și în paginile saptamânalelor "Dilema" și "Dilema Veche". Este un colaborator constant al Societății de Radio Române, opinia fiindu-i solicitată de-a lungul vremii și de o serie de posturi private, între care BBC, RFI și EuropaFM cu oarecare frecvență.
Între aparițiile televizate, Cornel Codiță ramâne în memoria publicului cu "cea mai lungă participare neîntreruptă la o emisiune tv" din România, un maraton mediatic de peste 17 ore, desfășurat sub auspiciile PRO-TV, în compania lui Lucian Mândruță, cu ocazia alegerilor pentru Casa Albă din anul 2000.
Este membru al filialei din România a Clubului de la Roma, condusă de guvernatorul Băncii Naționale a României, Mugur Isărescu.

## Selecție volume publicate
- Cursa înarmărilor. Determinări și implicații social politice (Ed. Militară, 1989)
- România-Starea de fapt (Ed. Nemira, 1997) - în colaborare cu Mihaela Miroiu și Vladimir Pasti
- Invatamantul romanesc azi : Studiu de diagnoza (Ed. Polirom, 1998) - sub editarea lui Adrian Miroiu, în colaborare cu Vladimir Pasti și Mihaela Miroiu
- Balcanii. Ieșirea din trecut (Ed. ISIS, București, 1999) - editor